# Bolivarisme
Le bolivarisme est le nom d'un courant politique et des mouvements de pensée proche du panaméricanisme qui se fonde sur les idées de luttes anticoloniales du libérateur Simón Bolívar qui contribua de façon décisive à l’émancipation des colonies espagnoles d’Amérique du Sud. Les personnes ou les idées regroupées sous le terme « bolivarianisme » expriment généralement une forme de nationalisme qui cherche à empêcher la domination des pays étrangers sur les nations bolivariennes.

## Origines

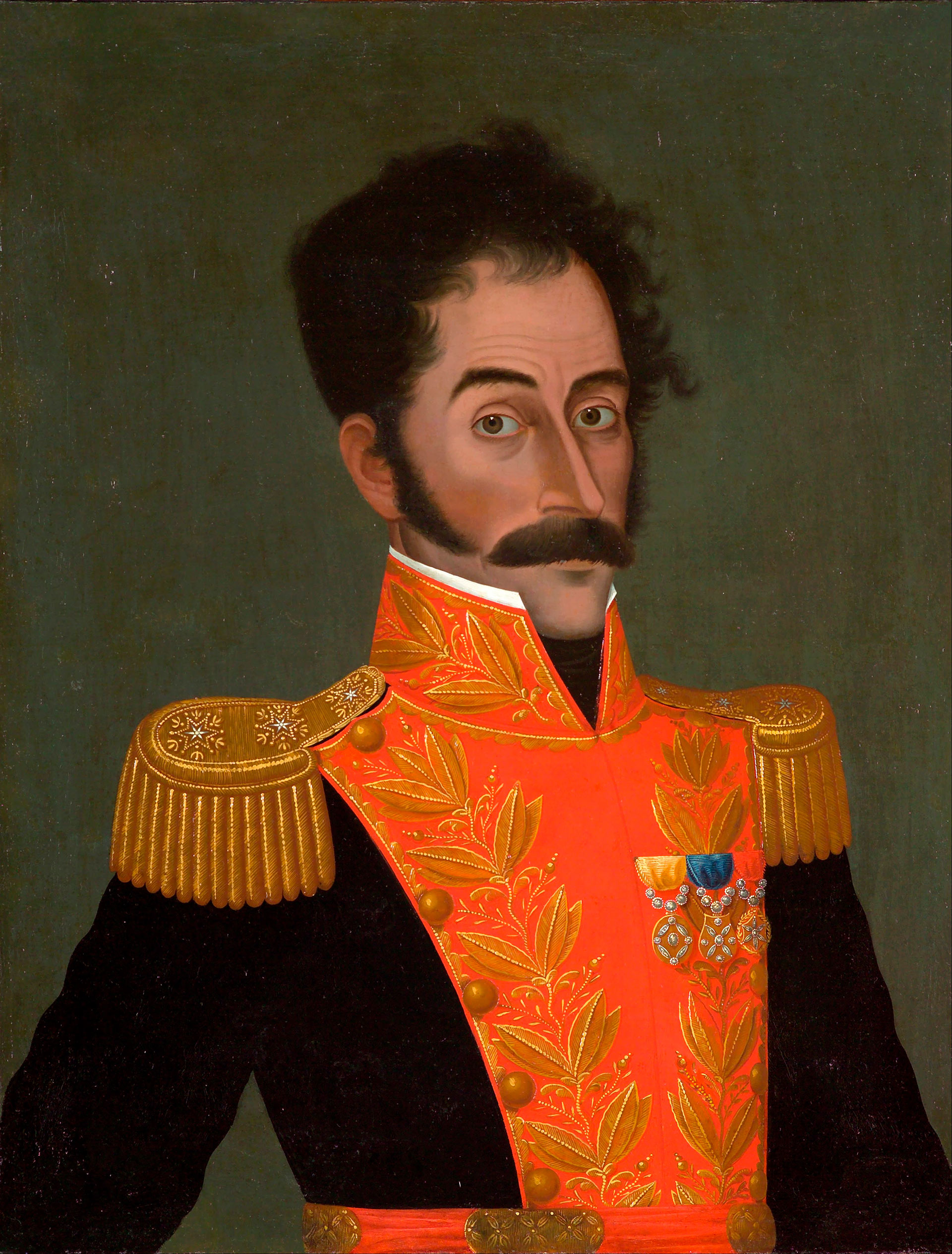
Simón Bolívar, par José Gil de Castro.

Le précepteur du futur libérateur lui avait fait lire John Locke et Jean-Jacques Rousseau (en particulier l’âme sensible, qui explique la question des conditions de l’égalité entre les hommes, qui est un prologue des révolutions futures). Il est épris de justice sociale, de liberté et d'égalité des droits, et surtout l'indépendance et d'unité nationale,.
Les mouvements et la pensée bolivarienne existent en Amérique du Sud depuis le XIXe siècle, avec des accents et des formes différentes.
Le 6 août 1813, Bolivar entre dans Caracas et est sacré « Libertador. Il ambitionne alors l’unification de l’Amérique latine, une ambition qui lui a survécu à travers le bolivarisme ».
Ce courant politique est né à partir du Congrès de Panama qui s'est tenu en 1826 qui avait pour but de réunir les ambassades de pays sud américains libres (Mexique, Guatemala, Colombie, Chili, Pérou, Argentine…) dans ce que Bolivar lui-même appelait l'isthme de Panama (Panama actuel). Ce Congrès a également réuni un agent diplomatique qui représentait l'Empire Britannique.
Les bolivaristes se réclament de certains préceptes formulés par Simón Bolívar dans la Lettre de Jamaïque, le Discours d'Angostura, Le Manifeste de Carthagène et d'autre écrits. Plusieurs fois invoqué en Amérique du Sud, il l'est à nouveau depuis la fin du XXe siècle.
L'historien allemand Michael Zeuske identifie José Antonio Páez comme l'un des premiers militaires à utiliser et à vénérer clairement Bolívar. Jusqu'au début des années 1840, une partie du congrès vénézuélien avait refusé d'adorer Bolivar. Páez et ses partisans réussirent finalement en avril 1842 à faire approuver par décret la glorification de Simón Bolívar. Páez a également promu l'exhumation du cadavre de Bolívar de Santa Marta et son enterrement en grande pompe à Caracas.
Simón Bolívar, Simón Rodriguez et Ezequiel Zamora sont les personnalités de la constitution idéologique du mouvement bolivarien.

## Interprétations du bolivarisme

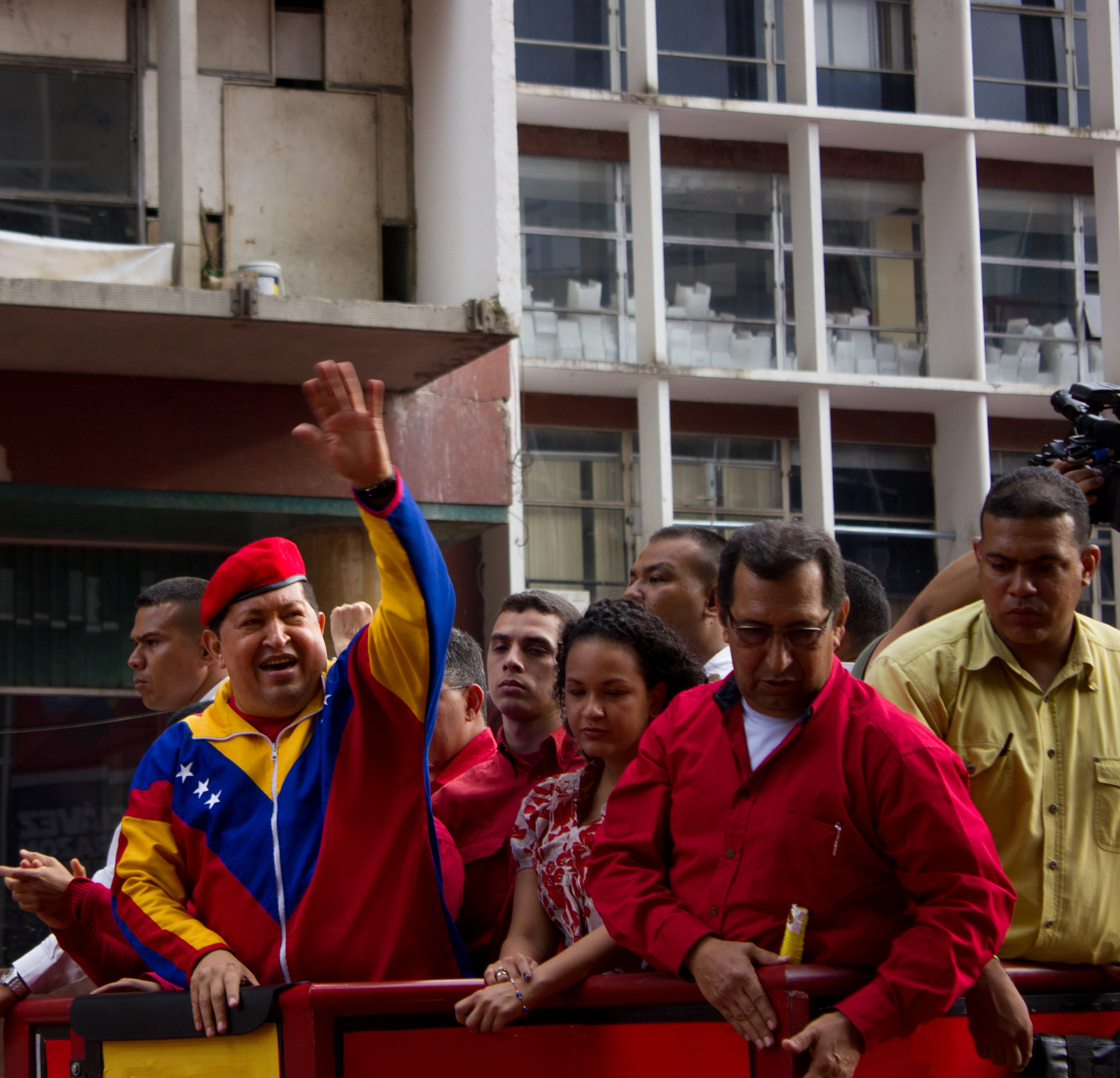
Hugo Chávez le 11 juin 2012.

C'est surtout Hugo Chávez, président du Venezuela de 1999 à 2013, qui reprend les idées du « Libertador » et prône le bolivarisme dans le but de créer une véritable communauté de valeurs pour contrecarrer l’impérialisme américain.
Même si Chávez a également été influencé par les écrits de l'historien et anthropologue marxiste vénézuélien Federico Brito Figueroa, on peut retrouver les principaux traits du courant initial dans sa politique : une volonté d'indépendance plus grande vis-à-vis des puissances dominantes (des États-Unis en l'occurrence), mais aussi, comme Bolivar, des tentatives d'unification ou de rapprochement des ex-colonies lorsqu'il tente d'organiser les principales organisations régionales sud américaines.
C'est sa volonté d'apparaître comme le rassembleur des peuples dominés d'Amérique latine qui rapproche Chávez d'un « nouveau Bolivar ». Mais cette « appropriation » comme seul défenseur des idées de Simon Bolivar, est l'objet de contestations en Amérique Latine, notamment car Bolivar était issu de la très grande bourgeoisie vénézuélienne et son combat pour l'autonomie de l'Amérique du Sud ne se confondait aucunement avec une quête de justice sociale poussée. Ainsi sa famille possédait quelque 800 esclaves, qu'il a affranchis en 1816.
Selon Hugo Chavez, la révolution bolivarienne est un mouvement de masse pour mettre en place une « démocratie populaire participative », une indépendance économique du Venezuela, une distribution équitable des revenus et en finir avec la corruption du pays.
Les points centraux que la révolution bolivarienne adapte du bolivarisme à sa pratique sont, :
- autonomie nationale.
- Participation du peuple par le biais d'élections populaires, de référendums et d'autres moyens de démocratie participative.
- économie autonome.
- Ethique du service au peuple.
- Répartition équitable des revenus pétroliers.
- Lutte contre la corruption et la pauvreté.

En dehors du Venezuela, il y a eu des présidents qui se sont déclarés bolivariens, parmi lesquels les présidents de la Bolivie Evo Morales, de Cuba Raúl Castro, de l'Équateur Rafael Correa et du Nicaragua Daniel Ortega. En Colombie, les idéaux du bolivarisme ont été réinterprétés vers le socialisme par des secteurs du Pôle Démocratique Alternatif et certains membres de la gauche du Parti Libéral Colombien comme Piedad Córdoba. Les guérillas des Forces armées révolutionnaires de Colombie et de l’Armée de libération nationale se réclament du bolivarisme. Les leaders de ce mouvement se reconnaissent dans une communauté de valeurs où la solidarité et la coopération ont représenté une alternative au néolibéralisme de ces pays dans les années 1980-1990.